# Kary Fajer
Kary Fajer (Mexikóváros, 1953. június 23. –) mexikói írónő.

## Élete
Kary Fajer 1953. június 23-án született Mexikóvárosban. Több telenovella forgatókönyvírója volt. 2007-ben adaptálta a Szerelempárlat történetét. 2008-ban a Mindörökké szerelem című sorozat forgatókönyvét írta meg. 2010-ben a Riválisok című telenovella történetét adaptálta.

## Művei

### Adaptációk
- Hasta el fin del mundo (2014) Eredeti történet: Enrique Estevanez, Gerardo Lunával
- Rabok és szeretők (Amores verdaderos) (2012) Eredeti történet: Marcela Citterio és Enrique Estevanez, Gerado Luna, Alejandro Orive, Alberto Gómez, Ximena Suárez és Julián Aguilarral
- A csábítás földjén, Riválisok(Soy tu dueña) (2010) Eredeti történet: Inés Rodena, María del Carmen Peña, Alejandro Orive és Carlos Daniel González , Gerardo Luna, Alejandro Orive és Alejandro Pohlenzzel
- Mindörökké szerelem (Mañana es para siempre) (2008) Eredeti történet: Mauricio Navas és Guillermo Restrepo , Gerardo Lunával
- Szerelempárlat (Destilando amor) (2007) Eredeti történet: Fernando Gaitán , Gerardo Lunával
- A vadmacska új élete (Contra viento y marea) (2005) Eredeti történet: Manuel Muñoz Rico, második rész Gabriela Ortigoza
- Hajrá skacok (¡Vivan los niños!) (2002/03) Eredeti történet: Abel Santa Cruz Gerardo Lunával
- Carita de ángel (2000/01) Eredeti történet: Abel Santa Cruz  , Gerardo Luna és Alberto Gómezzel
- Rosalinda (első rész) (1999) Eredeti történet: Delia Fiallo , Carlos Romeróval
- Gotita de amor (1998) Eredeti történet: Raymundo López
- Los hijos de nadie (1997) Eredeti történet: Miguel Sabido
- La última esperanza (1993) Eredeti történet: Abel Santa Cruz
- Simplemente María (1989/90) Eredeti történet: Celia Alcántara , Gabriela Ortogoza és Carlos Romeróval
- La indomable (1987) Eredeti történet: Hilda Morales Allois , Carlos Romeróval

### Egyéb párbeszédek
- Prisionera de amor (második rész) (1994)Eredeti történet: Inés Rodena (írta Carlos Romero, Dolores Ortega és Valeria Phillips)
- Valentina (középső rész) (1993) Eredeti történet: Alfonso Cremata, Salvador Ugarte, második részben Inés Rodena(írta Carlos Romero és Eric Vonn)